# 에릭 버겐

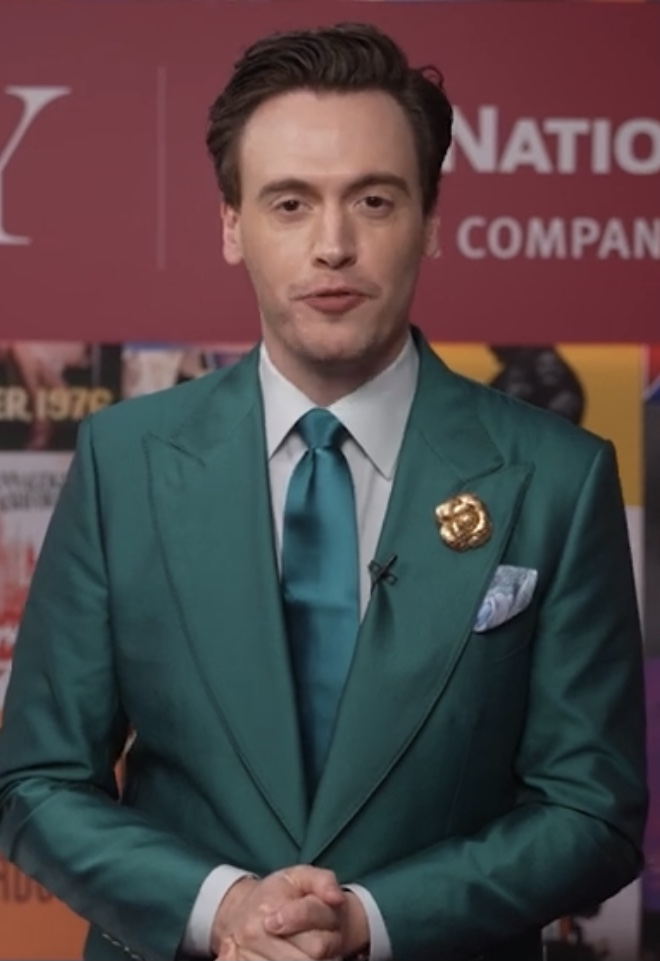

에릭 버겐(Erich Bergen, 1985년 12월 31일 ~ )은 미국의 배우, 텔레비전 배우이다.
뉴욕에서 태어났다.

## 방송
- 마담 세크리터리 시즌6
- 마담 세크리터리 시즌4
- 마담 세크리터리 시즌3
- 마담 세크리터리 시즌2
- 마담 세크리터리

## 영화
- 저지 보이즈 (2014년)